# Виктор Абакумов
Виктор Семьонович Абакумов (на руски: Ви́ктор Семёнович Абаку́мов) е съветски офицер – генерал-полковник (1945), заместник народен комисар на вътрешните работи (1941 – 1943), на отбраната (1943 – 1946), министър на държавната сигурност (1946 – 1951), началник на СМЕРШ, депутат във Върховния съвет на СССР. След смъртта на Сталин е осъден на смърт и екзекутиран през 1954 г.

## Биография
Абакумов е етнически руснак, роден на 24 април 1908 г. в Москва. Образование има до тогавашен 4 клас (днес 8 клас). През 1921 – 1923 г. е доброволец-санитар във 2-ра московска бригада на силите с особено предназначение (т.нар. „осназ“). После е обикновен работник.
През 1923 г. заедно с други комсомолци е приет на работа в ОГПУ (предшественик на КГБ), поради постоянните чистки по онова време в органите за сигурност. Прави бърза кариера. През 1934 г. са разкрити негови нарушения, че е използвал конспиративните квартири за срещи с жени, и е прехвърлен в Главното управление на трудово-изправителните лагери като пълномощник на 3-ти оперативен отдел.
През 1937 – 1938 г. е оперативен пълномощник на 4-ти отдел (секретно-политически) на 1-во управление на НКВД. Абакумов, след идването на Лаврентий Берия в НКВД, е изпълняващ длъжността началник на Управлението на НКВД в Ростовска област. Методите на работа на Абакумов стават широко известни с тяхната крайност и жестокост. По-късно, дори като министър той продължава сам да води разпитите на задържаните и често употребява физическо насилие.
От 25 февруари 1941 г. е заместник народен комисар на вътрешните работи и началник на Управлението на особените отдели на НКВД, преобразувано в Управление СМЕРШ (за контраразузнаване) през юли 1941 г. Ръководените от Абакумов служби осъществяват контрол върху дейността на органите за сигурност във флота и армията, както и във вътрешните войски.
От 19 април 1943 г. е заместник народен комисар на отбраната и началник на Главното управление на контраразузнаването „СМЕРШ“. Тази служба се занимава с контраразузнаване, извършва „филтриране“ на съветските войници, освободени от плен, а също така унищожаване на ненадеждните елементи от завладените от СССР територии. През 1944 г. участва в депортирането на народи от Северен Кавказ, за което е награден с ордените „Кутузов“ и „Червено знаме“. Подготвя материалите по делото срещу ръководителите на авиационната промишленост през 1946 г.
На 4 май 1946 г. сменя В. Н. Меркулов на поста министър на държавната сигурност. В края на 1946 г. следи следствието срещу Трайчо Костов и изфабрикуването на материалите по неговото обвинение (в България са изпратени тайно 4030 войници от 2-ри мотострелкови полк „Спецназ“ на МГБ, които да отблъснат евентуална съпротива на трайчокостовистите).
През 1950 – 1951 г. е обвинен във фалшифицирането на т.нар. Ленинградско дело, в резултат на което много невинни са арестувани и екзекутирани. Много от осъдените са от партийно-стопанския актив. През 1948 г. по поръчка на Сталин организира убийството на Соломон Михоелс.
Заради несправяне с работата по изфабрикуваното от Сталин Дело срещу лекарите е снет от поста. На 12 юли 1951 г. е арестуван заради „ционистки заговор“ и „държавна измяна“ в Министерството на вътрешните работи по донос на Михаил Рюмин. По време на следствието върху него са използвани силови методи и скоро става пълен инвалид.
След смъртта на Сталин и арестуването на Берия той не е освободен. Обвинен е във фалшифициране на съдебни дела, терористични актове, измяна към родината и е разстрелян. Едва през 1994 г. е частично реабилитиран и му е снето обвинението в измяна.